# NGC 3205
NGC 3205 este o galaxie LINER situată în constelația Ursa Mare. A fost descoperită în 3 februarie 1788 de către William Herschel. Se află la o distanță de 100,57 megaparseci de Pământ.